# Hinkley Locomotive Works
Hinkley Locomotive Works era una fabbrica di locomotive a vapore, del XIX secolo, con sede a Boston, in Massachusetts.

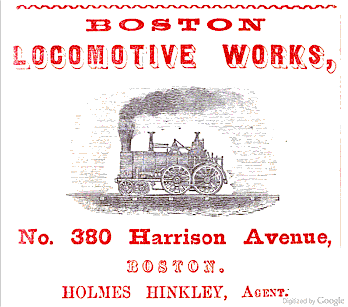
Pubblicità del 1853 della Boston Locomotive Works

## Storia

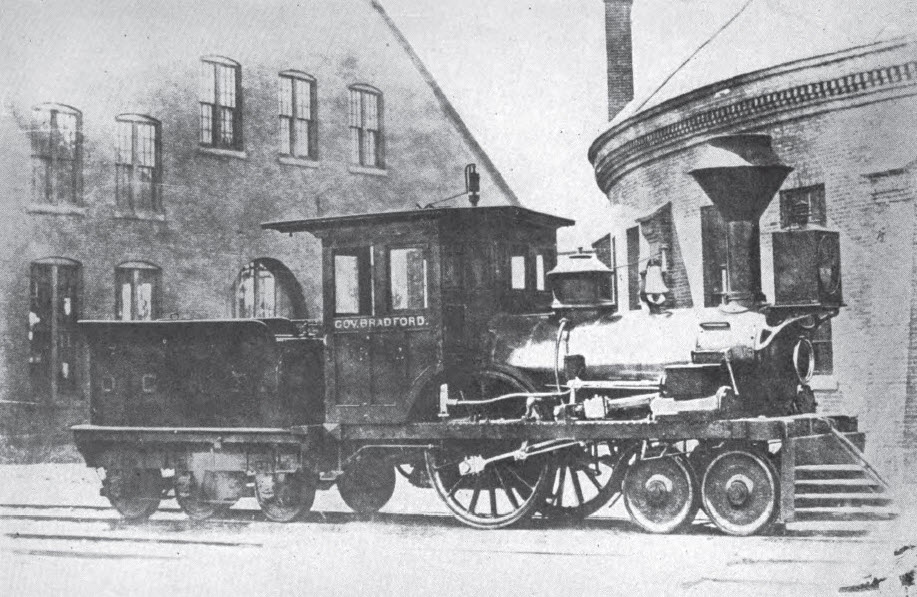
Locomotiva 2-1-0 del 1845 costruita da Hinkley&Drury

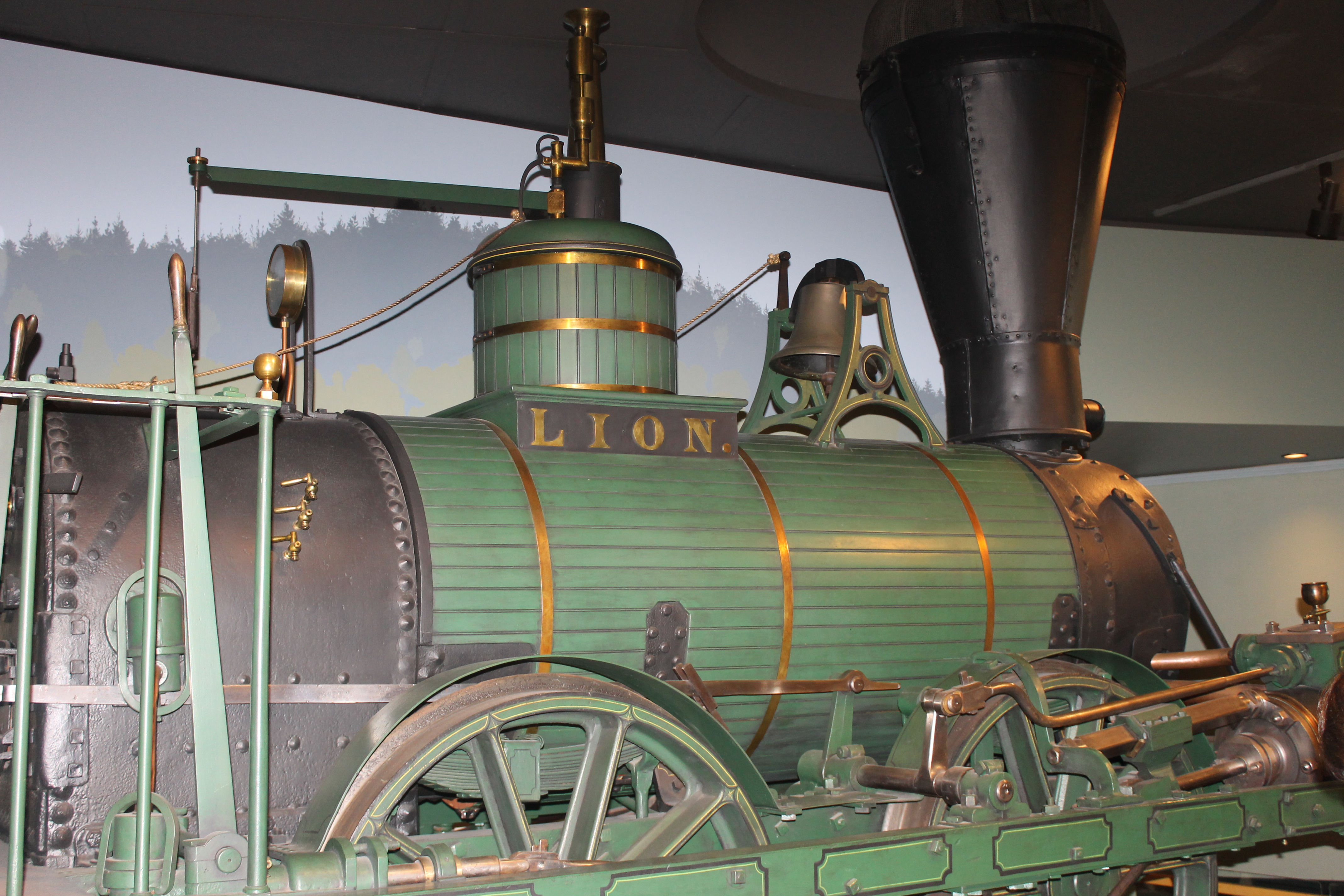
Locomotiva The Lion esposta nel Maine State Museum di Augusta

La società che divenne nota come Hinkley Locomotive Works venne fondata a Boston nel 1831. Holmes Hinkley e il suo socio Daniel F. Child fondarono una società denominata Boston Machine Works e poco dopo costruirono il terzo impianto a vapore statico del Massachusetts. La loro prima locomotiva fu costruita nel 1840; si trattò di una macchina con rodiggio 2-1-0 che seguiva gli schemi progettuali in uso nel periodo assomigliando a quelli progettati da John Souther.
La società, entro un decennio, acquisì la reputazione di costruttore affidabile e crebbe fino a diventare il più grande produttore del New England. Nel 1848 la società venne riorganizzata come Boston Locomotive Works e operò sotto tale nome fino a quando non entrò in dissesto finanziario a causa della crisi del 1859. Riorganizzata da Jarvis Williams la società divenne Hinkley, Williams and Company. Hinkley, che era stato costretto ad uscire dalla società in seguito al dissesto, rientrò in seguito ad una nuova riorganizzazione nel 1864 in seguito alla quale la società cambiò ancora una volta ragione sociale in Hinkley e Williams Locomotive Works.
L'azienda produsse locomotive per le ferrovie nel corso della guerra civile americana riguadagnando parte della redditività precedente. Nel 1872 un altro cambio di denominazione, in Hinkley Locomotive Works, ma entro la fine del decennio l'azienda era di nuovo al fallimento. Il fallimento fu seguito da una nuova riorganizzazione, nel 1880, come Hinkley Locomotive Company ma il crollo delle ordinazioni portò alla definitiva chiusura dell'anno dopo, il 1889.
L'unica locomotiva Hinkley conservata è una 0-2-0 da 9 t, costruita nel 1846 per la Machiasport Railroad of eastern (Maine) e denominata "The Lion"; è posta nel "Maine State Museum" di Augusta.